# 约旦河

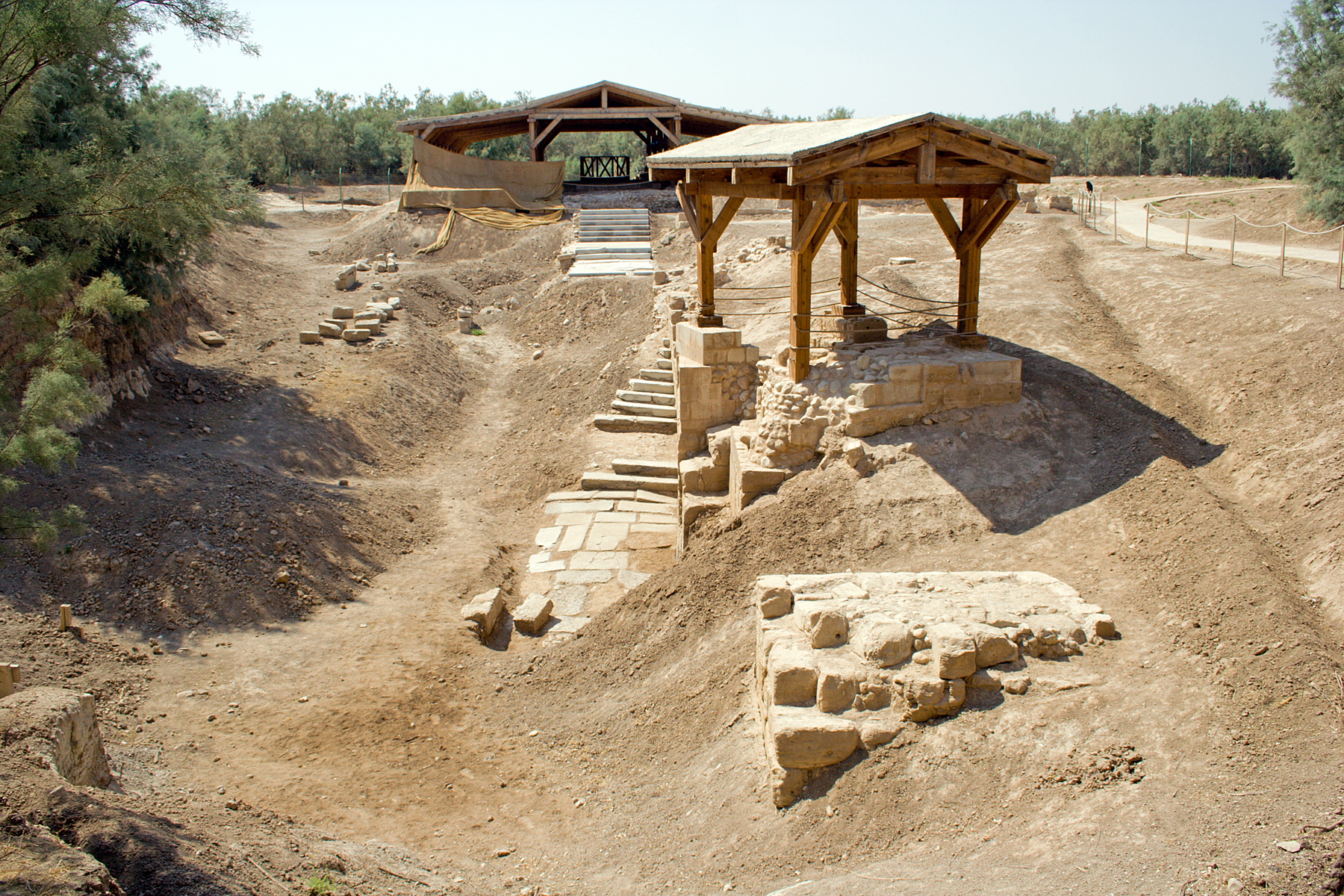
位于今日约旦的伯大尼遗迹，施洗约翰为人施行浸礼的地方

33°11′12″N 35°37′09″E / 33.18667°N 35.61917°E
約旦河（希伯來語：‎；阿拉伯语：‎）是西亚地区的一条河流，发源于黎巴嫩、叙利亚，流經以色列、巴勒斯坦、约旦，注入死海，全长251公里。在亚伯拉罕诸教历史上，被奉为最神圣的河流之一；而在现代，其珍貴的水資源也成为该地区紛爭的一個因素。

## 物理特征

### 支流
- 哈斯巴尼河（希伯來語：‎；阿拉伯语：‎），来自黎巴嫩
- 巴尼亞斯河（希伯來語：‎；阿拉伯语：‎），发源于黑门山山麓巴尼亞斯的泉水
- 但河（希伯來語：‎；阿拉伯语：‎），也发源于黑门山下
- Iyon河（希伯來語：‎；阿拉伯语：‎），发源于黎巴嫩。

### 流程
約旦河在最初的75公里中落差甚大，河水湍急，注入沼泽化的Hula湖，略低于海平面。流出该湖后，进一步下降大约25公里，汇入加利利海。在下游河段，河流的比降减小，河道也变得蜿蜒曲折，最后注入低于海平面大约400米的内陆湖──死海。在最后一段，还有2条主要的支流从东侧汇入：耶尔穆克河和扎卡河（Jabbok）。
在加利利海以北的河段，位于以色列境内，构成戈兰高地的西部边界。在加利利海以南的河段，则构成约旦王国（东侧）和以色列控制的約旦河西岸（西侧）的边界。

## 人类影响
1964年，以色列开始修建水坝，从约旦河水的主要来源加利利海引水，也是在1964年，约旦修建一条水渠，从约旦河的另一条主要支流耶尔穆克河引水。叙利亚也建造了水库拦截耶尔穆克河河水。环保主义者谴责以色列、约旦和叙利亚大规模损害约旦河的生态系统。
在现代，约旦河水量的70%到90%都被人类使用，流量大为减少。由于这个原因以及死海的高蒸发率，死海正在收缩。死海南端较浅的水域已经全部干涸，在现代已经变为盐滩。
2006年9月，出现了污染物问题：在下游，未处理的污水注入河道。约旦河上游靠近加利利海的一小段，仍然保持原始状态。大部分污染出现在下游的60英里河段 - 从加利利海到死海的曲折河段。环保主义者声称约旦河的生态系统已经几乎被摧毁，救援工作可能需要数十年。 2007年，地球之友中东宣布约旦河是世界上100个濒危的生态地点之一，部分归因于以色列和邻近的阿拉伯国家之间缺乏合作。

### 重要性
对于这片干燥的地区，约旦河河水是极其重要的资源，也是黎巴嫩、叙利亚、约旦、以色列和巴勒斯坦之间争议的焦点。

### 交通
连接以色列南北两端的以色列90号公路位于约旦河西岸，与之平行。

## 圣经意义

### 希伯来圣经
《圣经》中，约旦河被描述为滋润了一个肥沃的大平原，由于植被繁茂，被称为“耶和华的花园”（《创世记》13:10Template:Bibleverse with invalid book）。在《希伯来圣经》中对约旦河没有集中的描述，只是分散见于各卷雅各渡过约旦河及其支流Jabbok（今Al-Zarḳa)，为了到达Haran (创世纪 32:11Template:Bibleverse with invalid book，32:23–24Template:Bibleverse with invalid book）。约旦河也是一条分界线：以色列十二支派中的流便支派和迦得支派两个支派和玛拿西支派这半个支派定居在约旦河以东（《民数记》34:15），而其他九个半支派則由约书亚率领，定居在约旦河以西（约书亚记 13:7, passim）。 
在耶利哥的对面，称为“耶利哥的约旦河”（民数记 34:15; 35:1）。约旦河有许多浅滩，其中之一是以许多以法莲人在此被耶弗他所屠杀而著称（士师记12:5–6）。而在伯巴拉附近的浅滩，基甸曾在那里伏击米甸人（士师记 7:24）。在约旦河的平原，在疏割和撒拉但之间，则是所罗门铸造其铜器的场地（列王纪上7:46）。
在《圣经》中，约旦河是数次神迹发生的地点，第一次奇迹发生在耶利哥附近，以色列人在约书亚带领下渡过约旦河（约书亚记 3:15–17）。后来其中两个半支派定居在约旦河以东，在河岸上建造大型祭坛，见证他们和其他支派（约书亚记 22:10, 22:26, et seq.）。以利亚用自己的外衣击打河水，水就左右分开，他和以利沙两人走干地过了约旦河（列王纪下 2:8，2:14）。以利沙在约旦河完成了另外2个神迹：让乃缦在约旦河水中沐浴7次，治愈他的麻风病；将一根木头抛在河中，使落水的斧头浮出水面（列王纪下 5:14；6:6）。

### 新约圣经
《新约圣经》记载，施洗约翰为悔改者在约旦河洗礼（马太福音3:5–6; 马可福音1:5; 路加福音3:3; 约翰福音1:28）。而在（约翰福音 1:28）则详细记载此事发生在伯大尼（Bethabara）。耶稣也来到这里受约翰的浸（马太福音 3:13; 马可福音 1:9; 路加福音 3:21, 4:1)。也是在约旦河，施洗约翰宣称耶稣是上帝的儿子和羔羊（约翰福音 1:29–36）。以赛亚對弥赛亚的预言提過约旦河（以赛亚书 9:1–2），并在马太福音 4:15得到复述。
耶稣曾数次渡过约旦河（马太福音 19:1；马可福音 10:1），信徒们也渡过约旦河来听他讲道，以及治愈他们的疾病（马太福音 4:25；马可福音 3:7–8）。当敌人试图抓捕他时，耶稣前往约旦河外，施洗约翰起初洗礼的地方避难（约翰福音 10:39–40）。

## 图集

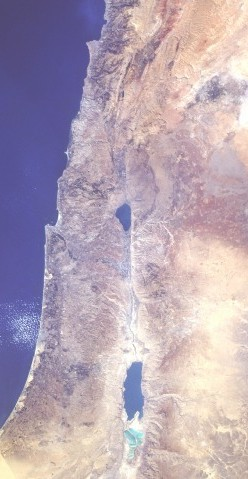
大裂谷北段
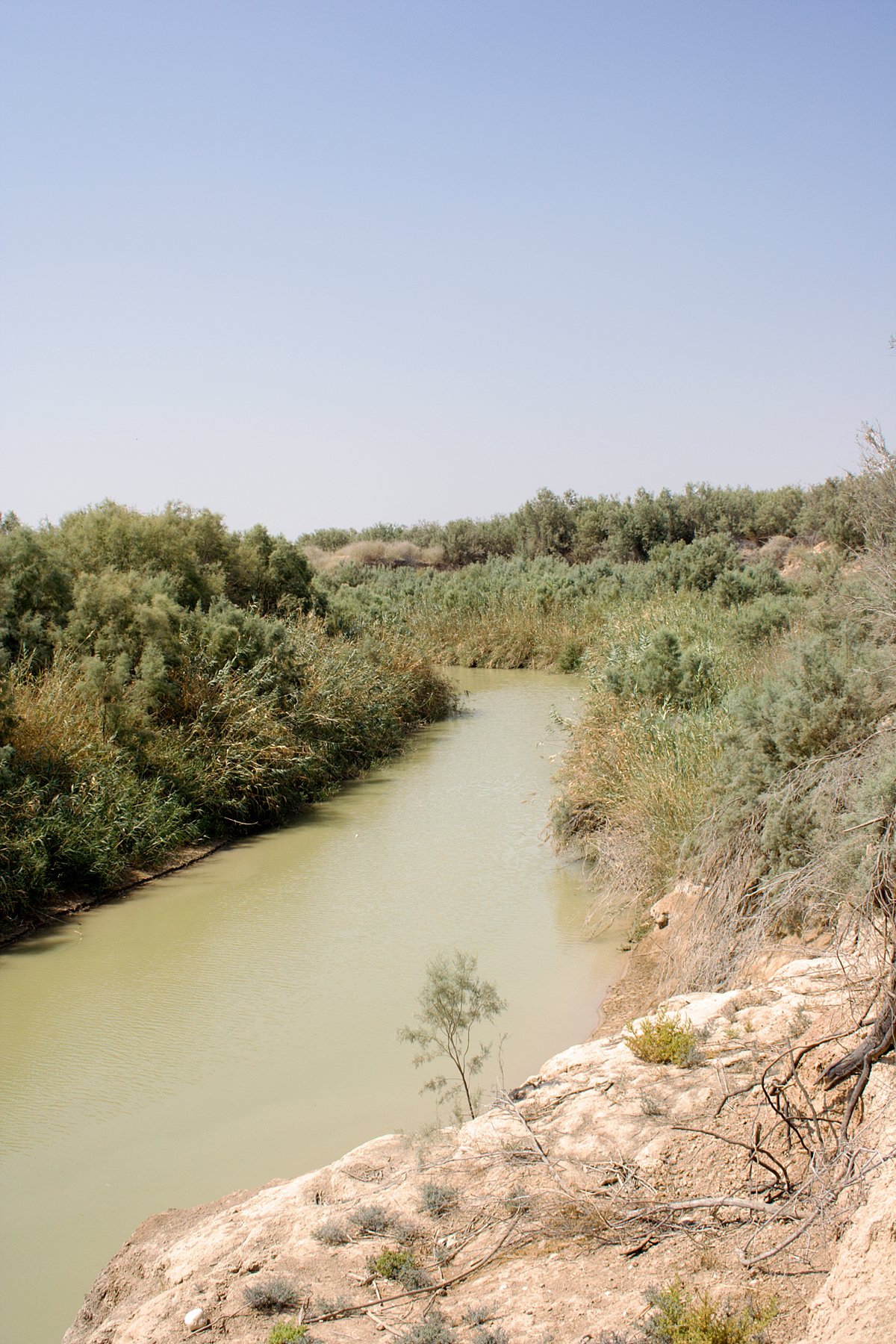
约旦河
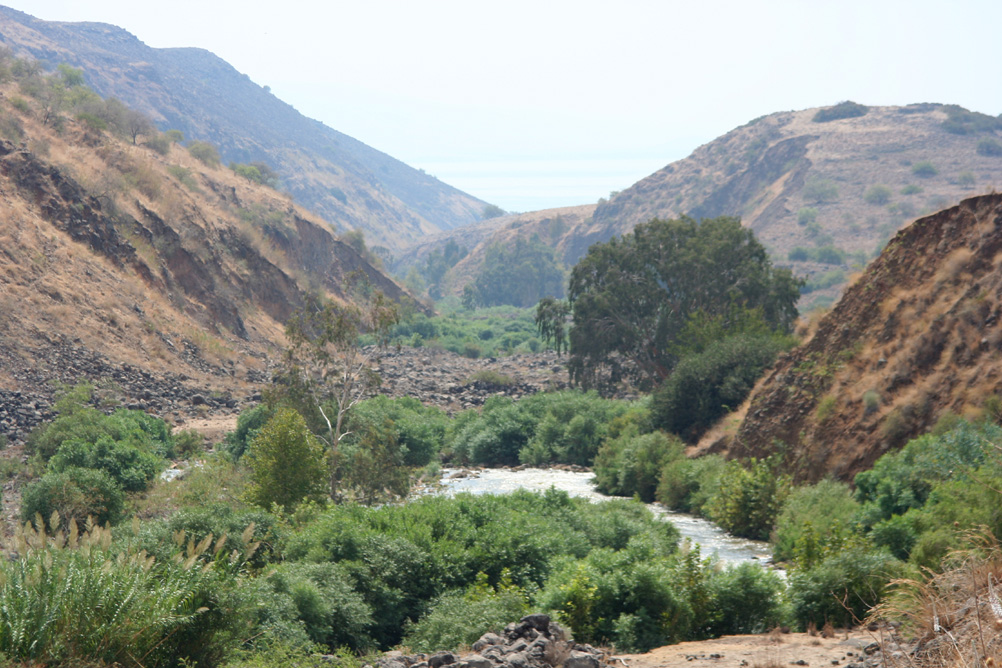